# Puchatek: Krew i miód 2
Puchatek: Krew i miód 2 (ang. Winnie-the-Pooh: Blood and Honey 2) – brytyjski niezależny horror filmowy w reżyserii Rhysa Frake’a-Waterfielda. Bezpośrednia kontynuacja filmu Puchatek: Krew i miód i tak jak on stanowi reinterpretację książek A.A. Milne’a i E.H. Sheparda z cyklu Kubuś Puchatek, przedstawiając mieszkańców Stumilowego Lasu jako żądnych krwi morderców.
Po sukcesie komercyjnym pierwszego filmu reżyser Frake-Waterfield wyraził zainteresowanie kontynuacją, która ostatecznie otrzymała zielone światło w listopadzie 2022. Premiera odbyła się 26 marca 2024. 

## Obsada
Na podstawie źródła:
- Scott Chambers jako Christopher Robin
- Ryan Oliva jako Kubuś Puchatek
  - Peter DeSouza-Feighoney jako młody Puchatek
- Eddy MacKenzie jako Prosiaczek
- Lewis Santer jako Tygrysek
- Marcus Massey jako Sowa
- Simon Callow jako Cavendish

## Produkcja
W wywiadzie udzielonym Joshowi Korngutowi z portalu Dread Central w czerwcu 2022  reżyser Rhys Frake-Waterfield wyraził zainteresowanie stworzeniem kontynuacji Puchatka: krwi i miodu stwierdzając, że chce „podnieść poprzeczkę i pójść w bardziej zwariowany i jeszcze bardziej ekstremalny kierunek”. We wrześniu 2023 ukazały się zdjęcia zwiastuna przedstawiające Sowy. Główne zdjęcia również zakończyły się w tym miesiącu. Film zawiera nową obsadę i nowe projekty postaci, a akcja rozgrywa się w społeczności Ashdown, aniżeli w Stumilowym Lesie. Dodatkowo pojawia się postać Tygryska, której nie było w pierwszym filmie, jako że Chatka Puchatka, w której zadebiutował, nie była jeszcze w domenie publicznej w Stanach Zjednoczonych.
Pierwotnie donoszono, że budżet filmu był pięciokrotnie większy niż jego poprzednik, później potwierdzono, że budżet wzrósł dziesięciokrotnie w porównaniu z pierwszym filmem. Shaune Harrison, który wcześniej pracował przy takich produkcjach jak World War Z, seria o Harrym Potterze czy Gra o tron, został projektantem mieszkańców Stumilowego Lasu i efektów gore, a Paula Anne Booker odpowiadała za efekty specjalne. W sierpniu 2023 ujawniono, że Frake-Waterfield zamierza w filmie uposażyć Puchatka w piłę mechaniczną jako broń, a w październiku tego samego roku – że w filmie zginie ponad 30 osób.
Kostium Kubusia Puchatka w filmie kosztował ponad 20 tys. dolarów w porównaniu z 770 dolarami wydanymi na kostium z pierwszego filmu.

## Powiązane projekty
W listopadzie 2022 ogłoszono dwa inne horrory inspirowanymi książkami dla dzieci – Peter Pan: Neverland Nightmare na podst. Piotrusia Pana J.M. Barriego oraz Bambi: The Reckoning na podst. Bambi: Opowieści leśnej Feliksa Saltena. W lutym 2023 Frake-Waterfield zapowiedział kolejne projekty opierające na przekształceniu literatury dziecięcej na film grozy i wszystkie dotychczasowe filmy mają stanowić łączowe uniwersum. Frake-Waterfield także wyraził zainteresowanie filmami o nordyckim bogu Thorze, jak na podst. marek takich jak Teletubisie, Wojownicze Żółwie Ninja i Atomówki.